# Universidad Saboya Mont Blanc
La Universidad Saboya Mont Blanc (nombre oficial: Université de Chambéry) es una universidad francesa situada en los departamentos de Saboya y Alta Saboya. Concretamente, los campus están repartidos entre las ciudades de Chambéry, Le Bourget-du-Lac y Jacob-Bellecombette en Saboya y Annecy-le-Vieux en Alta Saboya. Fue creada en el año 1979 a partir de los antiguos colegios universitarios de 1960.
Dispone de unos 12000 estudiantes repartidos en diferentes campos como Letras, Lenguas, Ciencias humanas y jurídicas, Ciencias y sector tecnológico.

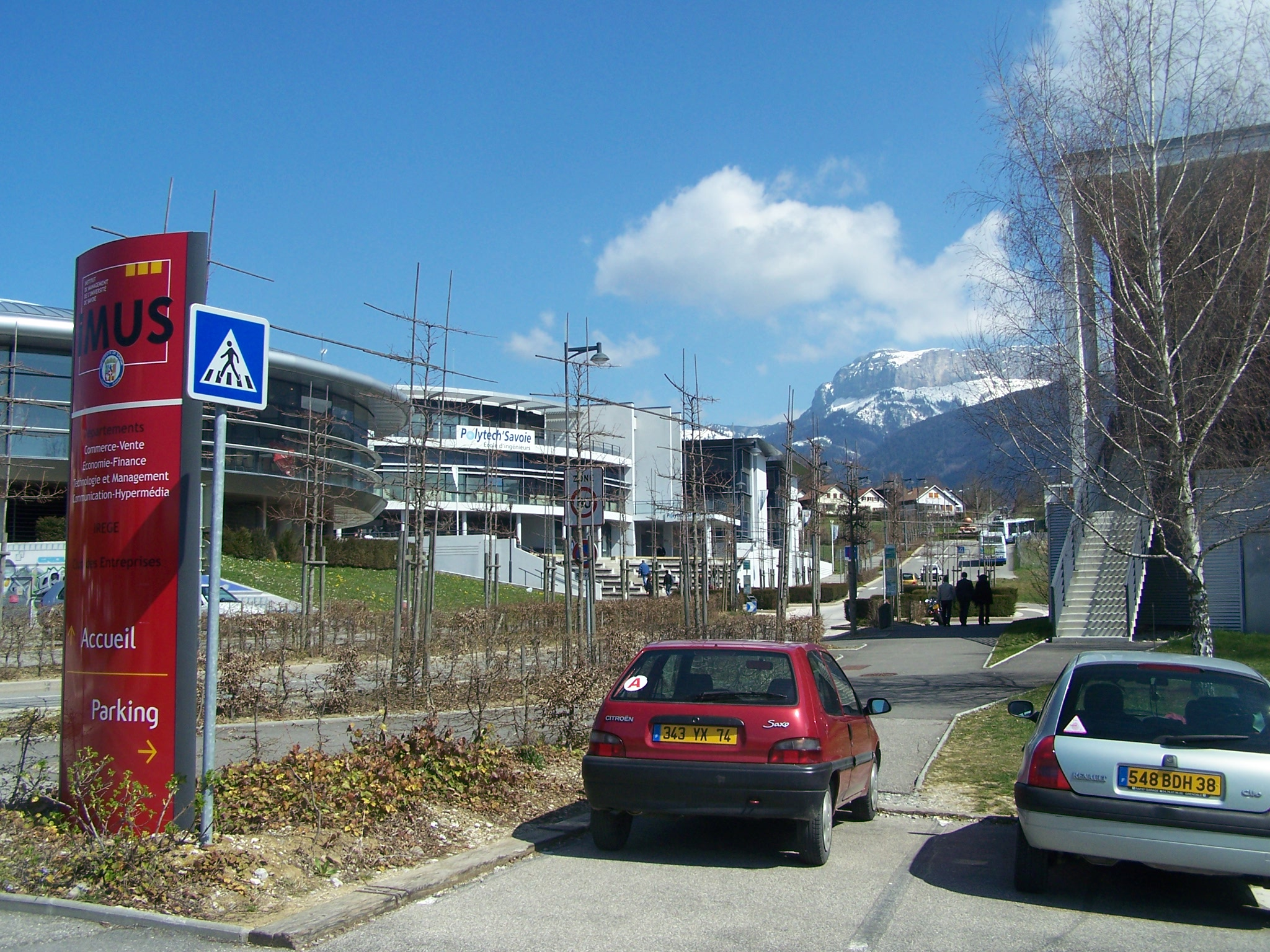
Campus de Annecy-le-Vieux

## Organización
La organización de las universidades francesas se estructura en Unidades de Formación e Investigación Unités de Formation et de Recherche (UFR) a partir de la ley Faure por lo que se suprimieron muchas de las antiguas facultades. 
- UFR de Letras, Lenguas y Ciencias humanas (LLSH, por sus siglas en francés)
- UFR Facultad de Derecho (FD)
- UFR de Ciencias fundamentales y aplicadas (SFA, por sus siglas en francés)
- UFR Centro Interdisciplinario científico de la montaña (CISM, por sus siglas en francés)

## Rectores de la Universidad
Tras la creación del centro universitario, ocho rectores se han sucedido en la gestión:
- 1971 a 1975: Roger Decottignies, Profesor de Derecho
- 1975 a 1980: Jacques Rebecq, Profesor de Biología
- 1980 a 1989: Dominique Paccard, Profesor de Física (Chambéry)
- 1989 a 1994: Jean Burgos,Profesor de Letras modernas (Chambéry)
- 1994 a 1999: Pierre Baras, Profesor de Matemáticas (Le Bourget)
- 1999 a 2004: Jean-Pierre Perrot, Profesor de Letras modernas (Chambéry)
- 2004 a 2008: Claude Jameux, Profesor de Ciencias de la gestión (Annecy)
- 2008 a 2012: Gilbert Angénieux, Profesor de Electrónica (Le Bourget)
- Desde 2012: Denis Varaschinus, Profesor de Historia (Jacob)

## Imágenes de la Universidad

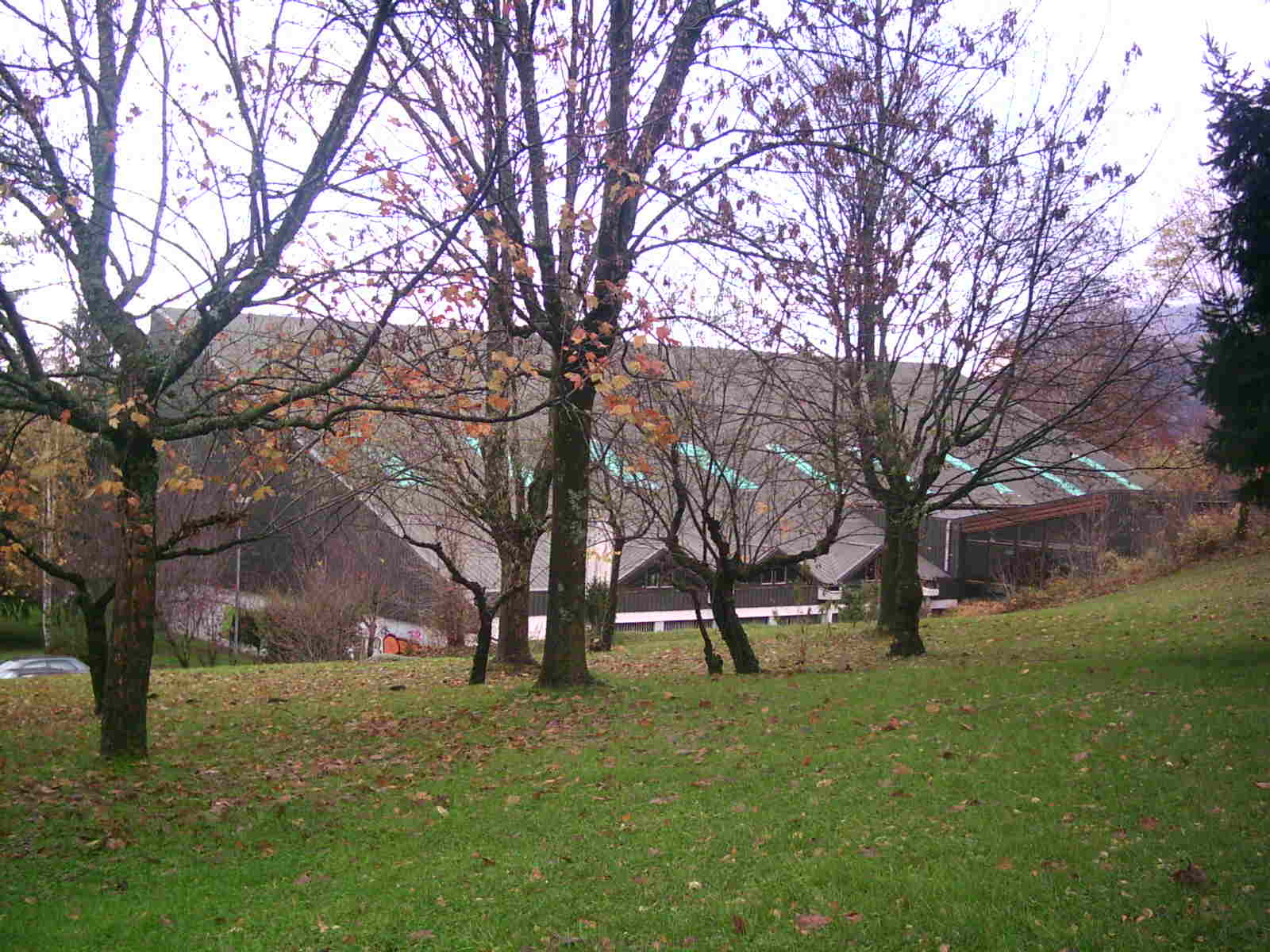
Deportes, Jacob-Bellecombette.
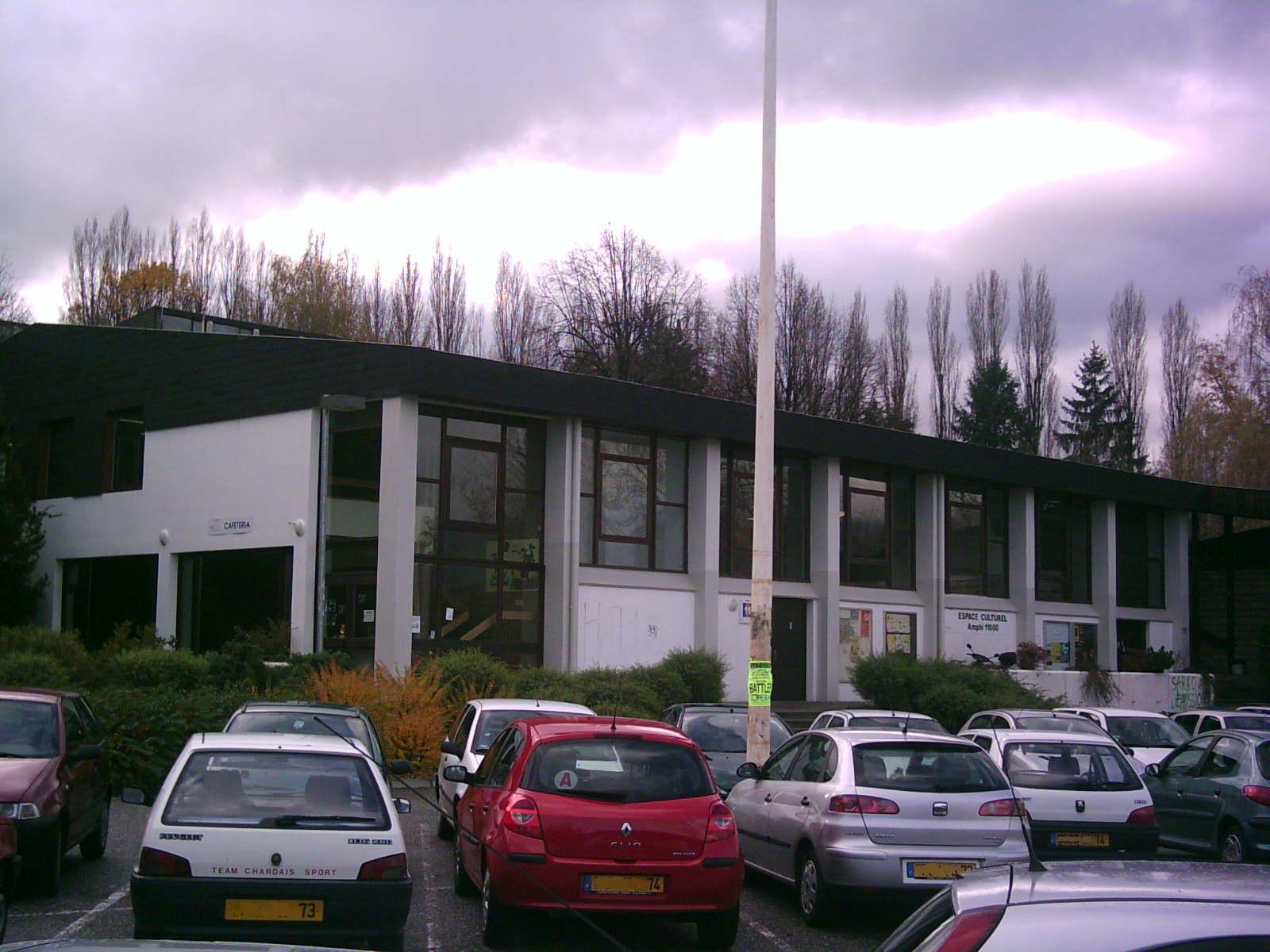
Amfiteatro cultural, Jacob-Bellecombette.
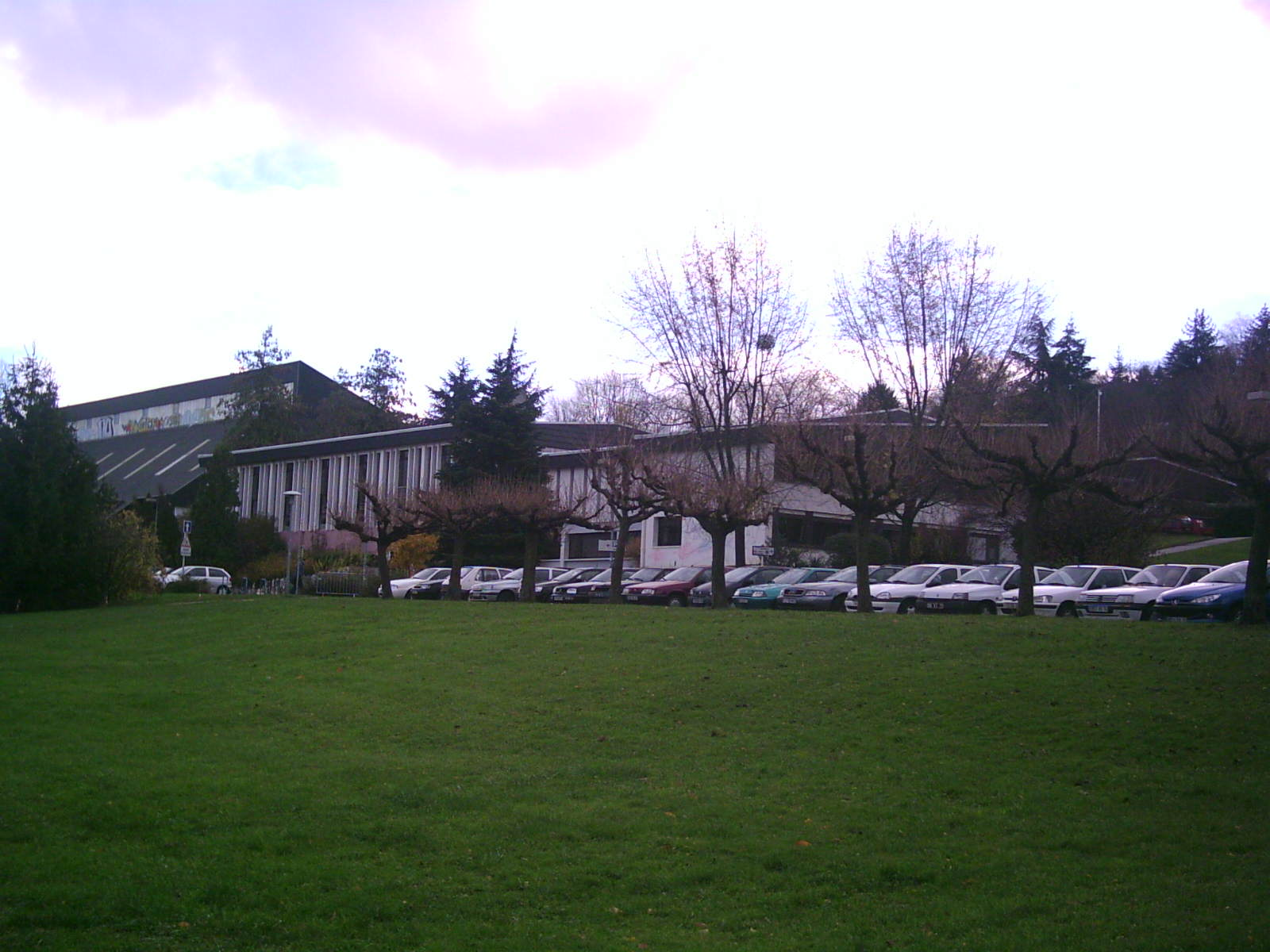
Biblioteca, Jacob-Bellecombette.
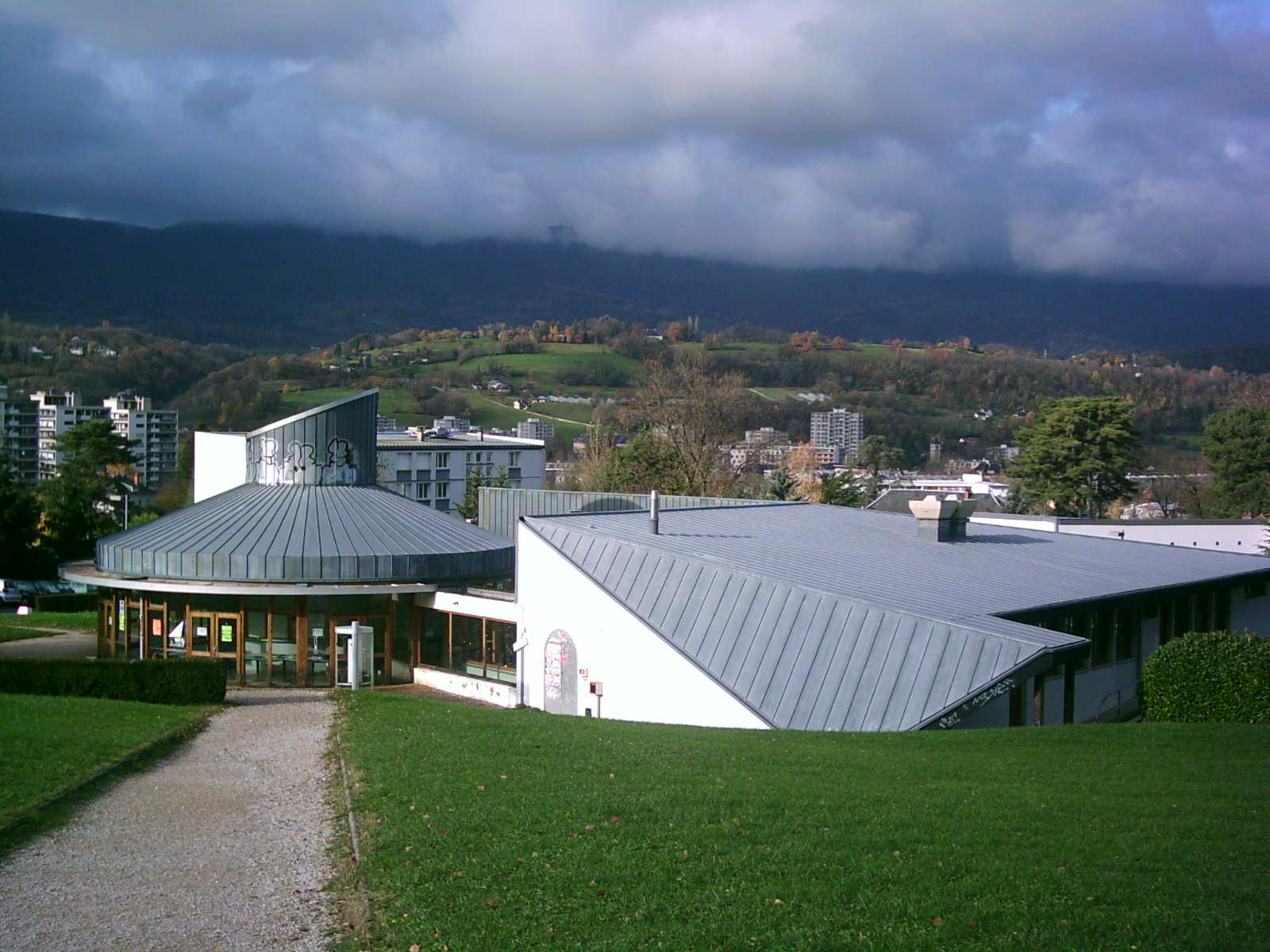
Restaurante universitario, Jacob-Bellecombette. (Destruido por un incendio en julio de 2008)